# T-62
T-62 là thế hệ xe tăng hạng trung kế tiếp và phiên bản cải tiến của xe tăng T-54/55 do Liên Xô nghiên cứu thiết kế, được đưa vào sản xuất hàng loạt năm 1961 và duy trì cho tới năm 1975. Nó nhanh chóng chiếm vị trí của T-54. Là loại xe tăng đầu tiên trên thế giới mang pháo nòng trơn để bắn đạn xuyên giáp hiện đại APFSDS, T-62 có sức mạnh hỏa lực vựợt trội so với những loại xe tăng ra đời trước đó. Vẫn có hàng nghìn chiếc T-62 tiếp tục phục vụ tại các nước khác cho tới những năm 2020. Xe tăng T-62 được sử dụng tích cực trong Chiến tranh Ả Rập-Israel, Chiến tranh Iran-Iraq, được cả hai bên tham chiến trong Chiến tranh Ukraina hiện nay sử dụng. Xe tăng T-62 là cơ sở để Liên Xô thiết kế xe tăng chủ lực T-72, còn T-72 là cơ sở để thiết kế xe tăng T-90.

## Tính năng kỹ thuật
T-62 được Liên Xô thiết kế làm phương tiện tăng thiết giáp hỗ trợ bộ binh trong các sư đoàn bộ binh cơ giới hóa của mình. Vì thế, nó không phức tạp như T-64 là xe tăng thiết kế nhằm mục đích làm phương tiện chiến đấu của các sư đoàn tăng thiết giáp. T-64 là xe tăng chiến đấu chủ lực, trong khi T-62 là xe tăng hạng trung mặc dù phương Tây vẫn xếp T-62 và T-64 vào loại xe tăng chủ lực thế hệ hai.

### Hình dáng sơ bộ
Tăng hạng trung T-62 là xe tăng bánh xích với 5 bánh dẫn động mỗi bên, 3 bánh đầu lắp sát nhau còn bánh thứ 3,thứ 4 và thứ 5 thì cách xa nhau khá rõ. Bách xích dẫn hướng nằm phía cuối còn bánh tĩnh thì nằm phía đầu xe. Xe T-62 không có bánh quay xích. Giống T-54/55, tháp pháo có hình tròn, được lắp ở khoảng trên bánh xích thứ 3, nhưng được đúc láng hơn và tròn hơn tiền bối T-54/55, nên tháp pháo của T-62 có vẻ giống với T-64 và T-72 nhiều hơn. Tháp chỉ huy nằm phía bên trái, đúc liền vào thân chứ không nối bằng đinh tán. Nắp của pháo thủ nằm bên phải.

### Hệ thống điều khiển hỏa lực

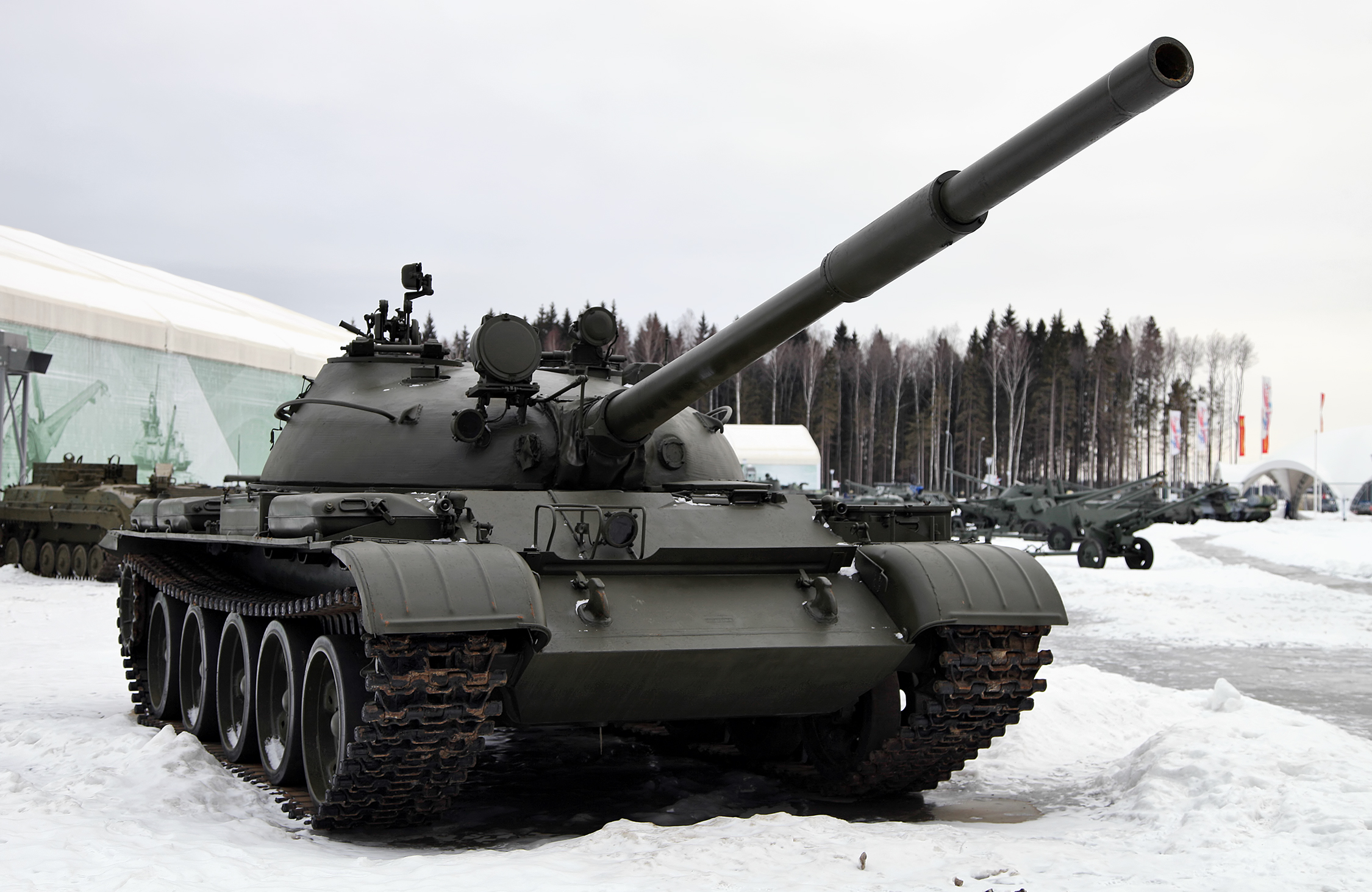
T-62 với pháo 115mm

Tài liệu phương Tây (nhất là thời chiến tranh Lạnh) thường chỉ trích xe tăng T-62 có hệ thống ngắm bắn chất lượng thấp. Điều này một phần là do tuyên truyền chính trị, một phần khác là bởi các phát bắn thiếu chính xác của tổ lái các nước châu Á, châu Phi (tuy nhiên nguyên nhân chính là do các nước này huấn luyện tổ lái sơ sài, áp dụng chiến thuật kém chứ không phải do chất lượng xe tăng). Sau thời chiến tranh Lạnh, khi các thông số của T-62 được công bố rộng rãi, có thể thấy hệ thống ngắm bắn trên T-62 được thiết kế rất tốt, rất thuận tiện để sử dụng và có những điểm ưu việt hơn so với các xe tăng phương Tây đương thời. Các kiểm tra kỹ lưỡng cho thấy T-62 có thiết kế rất tối ưu vào thập niên 1960, và vẫn có khả năng hoàn thành nhiệm vụ tốt sau khi các thiết kế mới hơn ra đời.

#### Kính ngắm cho trưởng xe

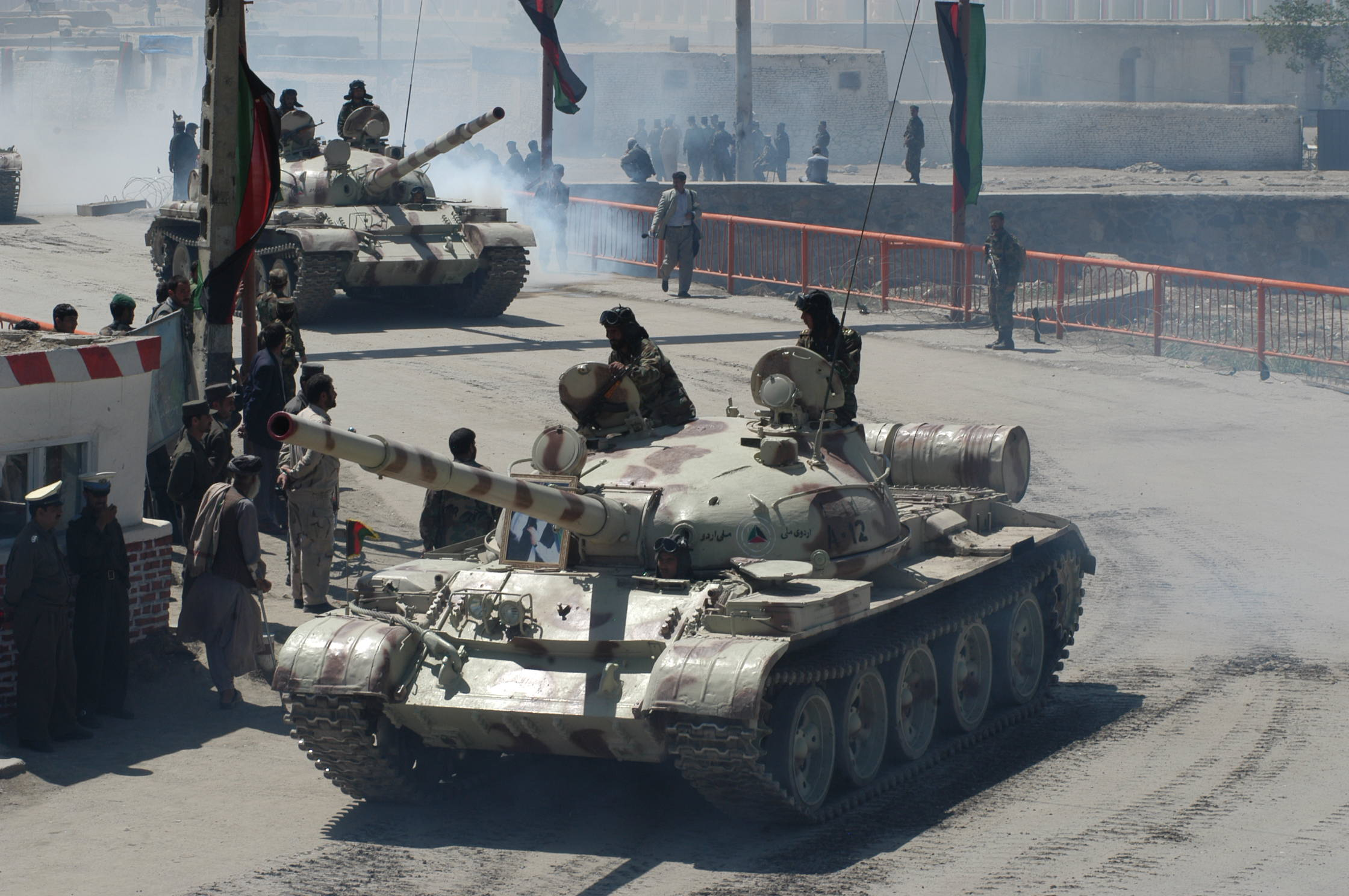
T-62 của quân đội Afghanistan ở Kabul, 27/4/2004

Phiên bản T-62 các loạt sản xuất đầu (năm 1961 - 1963) được trang bị hệ thống kính tiềm vọng TKN-2 dành cho chỉ huy. TKN-2 có độ phóng đại 5x cố định với khả năng nhìn ban đêm ở chế độ chủ động (bằng đèn hồng ngoại OU-3 công suất 110 W đi kèm). Nó trở thành kính tiềm vọng ngày/đêm kết hợp đầu tiên được lắp đặt trong một chiếc xe tăng của Liên Xô. Dựa vào ánh sáng hồng ngoại phát ra từ đèn OU-3, chỉ huy xe có thể nhìn trong đêm ở cự ly khoảng 300 đến 400 mét (cự ly này có thể tăng thêm nhờ pháo sáng hoặc ánh lửa trên chiến trường).
Phiên bản T-62 các loạt sản xuất sau (từ năm 1964) được trang bị hệ thống kính tiềm vọng TKN-3 "Kristal" dành cho chỉ huy. TKN-3 có độ phóng đại 5x cố định trong kênh ngày và 3x trong kênh đêm, nó sử dụng công nghệ khuếch đại ánh sáng thế hệ thứ 1, với khả năng nhìn ban đêm ở hai chế độ: thụ động hoặc chủ động (đi kèm đèn hồng ngoại OU-3GK). Đây là cải tiến đáng kể so với hệ thống nhìn đêm trên T-55 và T-62 đời đầu (chỉ có chế độ chủ động bằng đèn hồng ngoại). Ưu điểm nổi bật nhất của kính nhìn đêm chế độ thụ động là không cần dùng đèn hồng ngoại nên không phát ra tín hiệu hồng ngoại, giúp xe tăng không bị lộ vị trí. Tuy chưa đạt độ ổn định cao, công nghệ nhìn đêm thụ động là một tính năng mới, rất hiện đại ở xe tăng thập niên 1960. Trong chế độ hoạt động thụ động, với điều kiện đêm tối không trăng và có ánh sao (độ sáng 0,005 lux), một chiếc xe tăng địch có thể được TKN-3 xác định rõ ở cự ly 400 mét (cự ly này có thể tăng thêm vào buổi đêm có ánh trăng). Còn nếu xe tăng địch bật đèn hồng ngoại, ở chế độ thụ động người chỉ huy có thể bí mật phát hiện xe tăng địch từ cự ly hàng km vào ban đêm (giống như quan sát một người bật đèn pin vào ban đêm), đem lại lợi thế lớn trong chiến thuật phục kích.
Nhìn chung, chỉ huy của T-62 được trang bị tốt hơn so với hầu hết các xe tăng phương Tây cùng thời trong việc tìm kiếm mục tiêu. Xe tăng M60A1 (Mỹ) và Leopard 1A2 (Đức) đã không có bất cứ trang bị nào có thể ngang bằng với TKN-3. Phải tới năm 1973, TKN-3 mới bị vượt qua bởi hệ thống TRP-2A kiểu mới được lắp đặt trên Leopard 1A3, và bởi hệ thống nhìn toàn cảnh PERI-R12 tiên tiến cho Leopard 1A4 vào năm 1974. Tuy nhiên, cần lưu ý rằng Leopard 1A3 và Leopard 1A4 là các phiên bản cao cấp nhất của dòng xe này và chỉ được sản xuất số lượng nhỏ, số xe Leopard 1 còn lại của Đức thì trang bị kém hiện đại hơn. Xe tăng M60 Patton của Mỹ thì tới năm 1977 mới có hệ thống tương đương.

#### Kính ngắm cho xạ thủ
Pháo thủ được cung cấp một trong hai loại hệ thống ngắm: TSh2B-41 hoặc TSh2B-41U (trong các phiên bản sau) đi kèm với kính ngắm đêm TPN-1-41-11. Hệ thống ngắm TSh2B-41 có 2 cài đặt độ phóng đại: 3,5x (trường nhìn rộng 18°) hoặc 7x (trường nhìn rộng 9°). TSh-2B-41 là một sản phẩm chất lượng cực kỳ cao trong thời kỳ đó, thấu kính làm bằng thủy tinh có chất lượng tuyệt vời, có cách nhiệt và thiết bị chống va đập để chống lại sóng nổ của bom đạn hoặc nhiệt độ môi trường tới trên 200 °C.

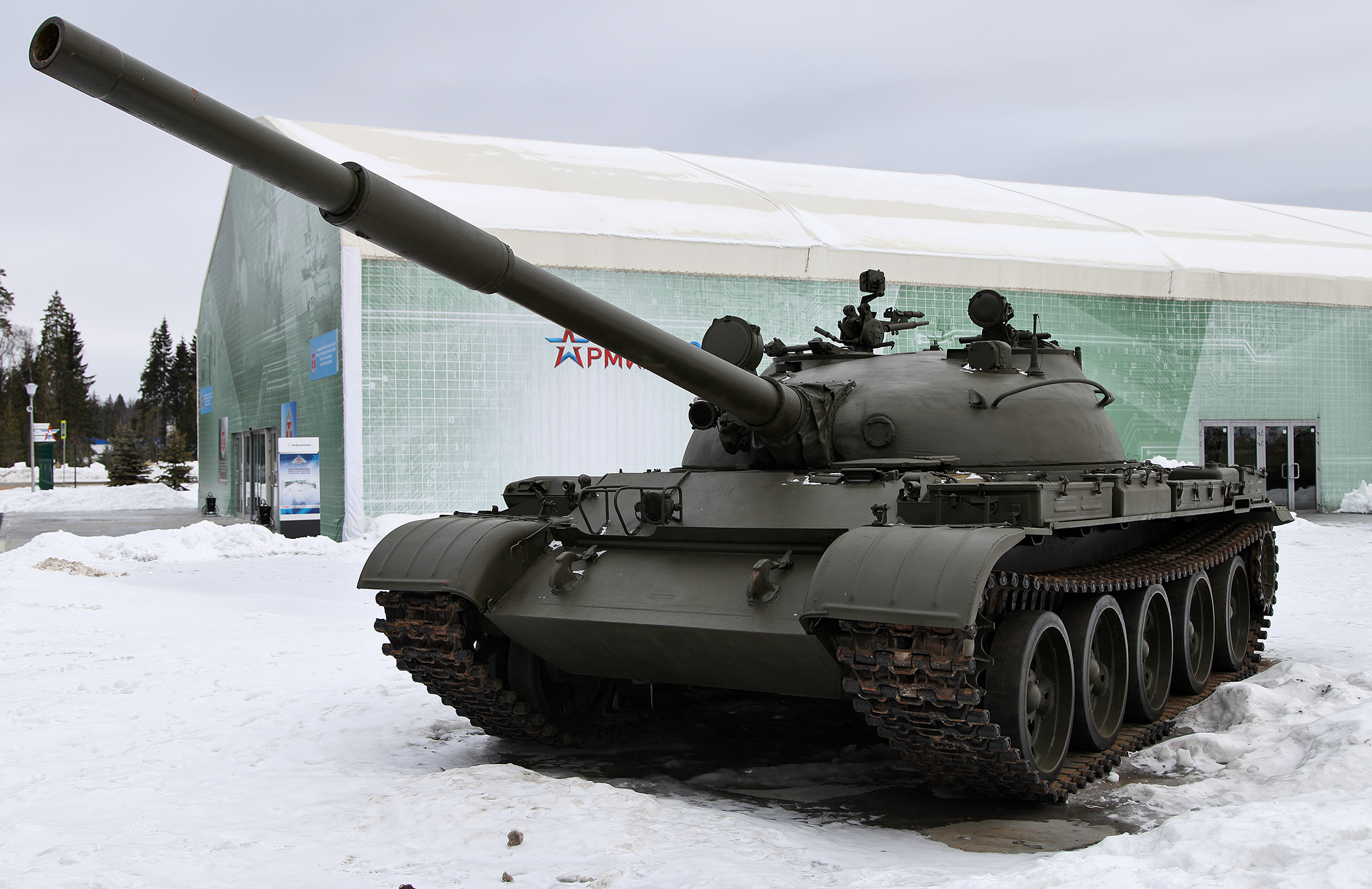
T-62 Obr.1972, phiên bản cải tiến với giáp tháp pháo dày hơn và hệ thống ngắm bắn cải tiến

Tuy nhiên, như hầu hết xe tăng thời kỳ đó, TSh2B-41 thiếu bộ ổn định dọc nên xạ thủ khó có thể theo dõi mục tiêu khi xe di chuyển trên địa hình ghồ ghề. Kể từ năm 1972, T-62 Obr.1972 được trang bị hệ thống ngắm TSh2B-41U nâng cấp với việc bổ sung hệ thống ổn định dọc. Một lợi ích của bộ định dọc là xạ thủ sẽ có thể quan sát tốt hơn khi xe tăng đang di chuyển, hoặc nâng cao độ chính xác nếu xe tăng bắn khi đang di chuyển.
Kính ngắm ngày/đêm TPN-1-41-11 nằm trên mái tháp pháo ngay trước cửa vòm của người chỉ huy. TPN-1-41-11 có độ phóng đại cố định là 5,5x và trường nhìn rộng 6° ở chế độ ban ngày. Nó có thể hoạt động ở chế độ thụ động hoặc chủ động. Ở chế độ chủ động, nó phải hoạt động song song với đèn hồng ngoại L-2 "Luna", cho phép xạ thủ xác định mục tiêu xe tăng ở khoảng cách 800 mét, tuy là không rõ ràng, nhưng không kém hơn các xe tăng phương Tây cùng thời. Trong chế độ thụ động, nó có thể xác định mục tiêu xe tăng ở khoảng cách 400 mét trong điều kiện đêm tối có độ sáng không nhỏ hơn 0,005 lux.
Giống như mọi xe tăng thời kỳ đó, T-62 thiếu một máy tính đạn đạo và hệ thống điều khiển hỏa lực tự động. Xe tăng cũng không có máy đo khoảng cách quang học lập thể như M48 Patton, khiến việc bắn đạn nổ (HE hoặc HEAT) trở nên thiếu chính xác (điểm rơi của đạn ở trước hoặc sau mục tiêu). Nguyên nhân không phải là do Liên Xô không chế tạo được thiết bị này, mà đây là biện pháp có chủ đích để làm giảm chi phí chế tạo, bởi theo học thuyết tác chiến chiều sâu của Liên Xô thời kỳ đó, T-62 là vũ khí tiến công cơ động, tác chiến trực diện ở cự ly trung bình nên không cần máy đo khoảng cách quang học lập thể. Mặt khác, máy đo khoảng cách thời đó dùng công nghệ quang học lập thể (như loại M17 trên xe tăng M48 Patton của Mỹ), muốn sử dụng thì xe bắt buộc phải đứng yên, điều này trái ngược với chiến thuật tiêu chuẩn của xe tăng là phải di chuyển liên tục để tránh bị đối phương ngắm bắn), do vậy nó thích hợp hơn với các vũ khí chuyên về phục kích, tác chiến từ xa như pháo tự hành chống tăng (những loại pháo tự hành chống tăng của Liên Xô thời đó như SU-122-54 hoặc Object-268 thì đều có máy đo khoảng cách quang học lập thể gắn trên vòm chỉ huy). Ngoài ra, việc T-62 là loại xe đầu tiên sử dụng đạn xuyên giáp cao tốc APFSDS giúp chống lại vấn đề này một cách rõ rệt. Với tốc độ cực cao (1,6 km/s) và đường đạn rất thẳng của đạn APFSDS bắn ra từ pháo 2A20 115mm, xạ thủ có thể chắc chắn bắn trúng một chiếc xe tăng ở bất kỳ khoảng cách nào giữa 200 đến 1600 mét bằng cách ngắm vào chính giữa xe tăng địch mà không cần phải xác định chính xác phạm vi (với địa hình châu Âu, rất hiếm có trận đấu tăng nào diễn ra xa hơn cự ly 1.600 mét)
Tới thập niên 1970, khi pháo tự hành chống tăng trở nên lỗi thời (bởi tên lửa chống tăng) thì T-62 đã được trang bị đồng loạt máy đo khoảng cách bằng laser. Phiên bản T-62 Model 1972 được trang bị máy đo khoảng cách bằng laser KTD-1 vào năm 1974. KTD-1 được gắn trực tiếp trên đỉnh của khẩu pháo 2A20, nó có khoảng cách đo tối đa là 4000 mét và tối thiểu là 400 mét, biên độ sai số tối đa trong phép đo là 20 mét. Tuy còn những thiếu sót (việc nhập cự ly, tính toán đường đạn phải làm thủ công), KTD-1 vẫn là công nghệ rất hiện đại vào thời điểm đó. Thứ tốt nhất mà xe tăng của Đức có vào lúc đó là máy đo khoảng cách quang học lập thể EMES 12A1 trên mẫu Leopard 1A4 vào năm 1974, trong khi xe tăng Mỹ đầu tiên có hệ thống đo xa laser là M60A3 chỉ ra đời năm 1978. Sự hiện diện của máy đo xa laser cải thiện độ chính xác của xe tăng khi bắn phạm vi trung bình, và tăng mạnh độ chính xác khi bắn vào các mục tiêu ở khoảng cách lớn hơn 2 km.

#### Bộ ổn định nòng pháo
Ngay từ những chiếc T-62 đầu tiên được sản xuất (năm 1961), pháo chính của T-62 được trang bị hệ thống ổn định 2 trục "2E15 Meteor" tiên tiến. Đây là thiết bị rất tiên tiến so với xe tăng phương Tây vào thời điểm đó. Xe tăng M60A1 (đối thủ thiết kế của T-62) chỉ có được một bộ ổn định nòng hai trục vào năm 1972 dưới dạng hệ thống AOS (Add-On Stabilizer), thậm chí có vẻ như hệ thống AOS này có một loạt các vấn đề, bao gồm việc đôi khi tháp pháo quay không kiểm soát được. Chiếc Leopard 1 chỉ có hệ thống ổn định mặt phẳng 2 trục Cadillac-Gage vào năm 1970 với bản nâng cấp Leopard 1A1.
"Meteor" không phải là một phát triển mới, nó được lắp ráp và điều chỉnh cho T-62 từ hai hệ thống ổn định trước đó: STP-2 "Tsyklon" từ T-54B và 2E12 "Liven" từ xe tăng T-10M. Meteor đã cho T-62 một khả năng bắn khi di chuyển rất tuyệt vời theo tiêu chuẩn thời đó, tạo cho nó một lợi thế đáng kể so với các xe tăng phương Tây cùng thời trong các trận đấu tăng di động ở tốc độ cao. "Meteor" không đủ chính xác khi mục tiêu di chuyển ở khoảng cách xa, nhưng ở thời kỳ đó thì nó rất vẫn rất tiên tiến. Độ lệch trung bình theo mặt phẳng thẳng đứng là 1 mil và theo mặt phẳng ngang là 3 mil khi xe tăng di chuyển, nghĩa là độ lệch trung bình là 1 mét theo chiều ngang và 3 mét theo chiều đứng ở cự ly 1 km. Theo thực nghiệm của Mỹ, hệ thống này đủ chính xác để đạt tỷ lệ bắn trúng 70% ở 1.000 mét với mục tiêu xe tăng đứng yên, trong khi chiếc T-62 đang chạy với tốc độ 20 km/h ở góc 30°. Độ chính xác này ngang bằng với xe tăng M60 của Mỹ khi trang bị hệ thống AOS vào năm 1972 (trong khi T-62 ra đời từ năm 1961).

#### Các nâng cấp
Phiên bản nâng cấp toàn diện T-62M được giới thiệu vào năm 1983 đã được trang bị hệ thống điều khiển hỏa lực tự động "Volna". Tất cả các thành phần điều khiển bắn ban đầu của T-62 đã được thay thế và một số công nghệ mới đã được bổ sung, bao gồm bộ ổn định 2 chiều có độ chính xác cao hơn, máy đo xa laser KTD-2, máy tính đạn đạo BV-62, kính ngắm TShS-41U, và kính ngắm đêm 1K13-2 mới:
- Bộ đo xa laser KTD-2 có giao diện hiện đại hơn, bao gồm bảng điện tử hiển thị kết quả đo xa, được tích hợp với kính ngắm TShS-41U.
- Hệ thống ổn định pháo Meteor hoặc Meteor-M được thay thế bằng hệ thống Meteor-M1 có bộ ổn định theo chiều dọc được cải tiến, chính xác hơn nhiều so với bộ ổn định trên T-62 cũ.
- Kính ngắm đêm 1K13-2 (thay thế kính ngắm TPN-1-41-11) có thể dùng để điều khiển tên lửa chống tăng cỡ 115mm 9K118 Sheksna, độ phóng đại tối đa là 8x ở chế độ ban ngày và 5,5x ở chế độ ban đêm. Ở chế độ ban đêm, 1K13-2 có hai chế độ: thụ động và chủ động, cả hai đều hoạt động với độ phóng đại 5,5x. Trong chế độ thụ động, nó có thể xác định mục tiêu xe tăng ở khoảng cách 800 mét trong điều kiện đêm tối có độ sáng không nhỏ hơn 0,005 lux. Ở chế độ chủ động với ánh sáng từ đèn hồng ngoại L-2G Luna, cự ly này là 1.100 mét.

Tuy nhiên, T-62M vẫn không được trang bị cảm biến áp suất gió, nhiệt độ, áp suất không khí, nhiệt độ buồng súng hoặc hệ thống ghi âm điện tử để tự động tính toán hao mòn nòng pháo. Vào thời đó, đây là những thiết bị đắt tiền chỉ được trang bị cho dòng xe cao cấp T-80. Nhìn chung, hệ thống "Volna" không không phải là một sản phẩm tiên tiến vào những năm 1980, nó không vượt trội hơn chiếc Leopard 1A4 (được chế tạo từ năm 1974 đến năm 1976) hoặc các loại xe tăng hiện đại vào đầu thập niên 1980. Thay vào đó, Volna là một biện pháp với chi phí thấp để nâng cao khả năng hỏa lực của một chiếc T-62 cũ lên gần bằng mức của T-72B, và nó hoàn toàn thành công trong mục đích này.

### Vũ khí

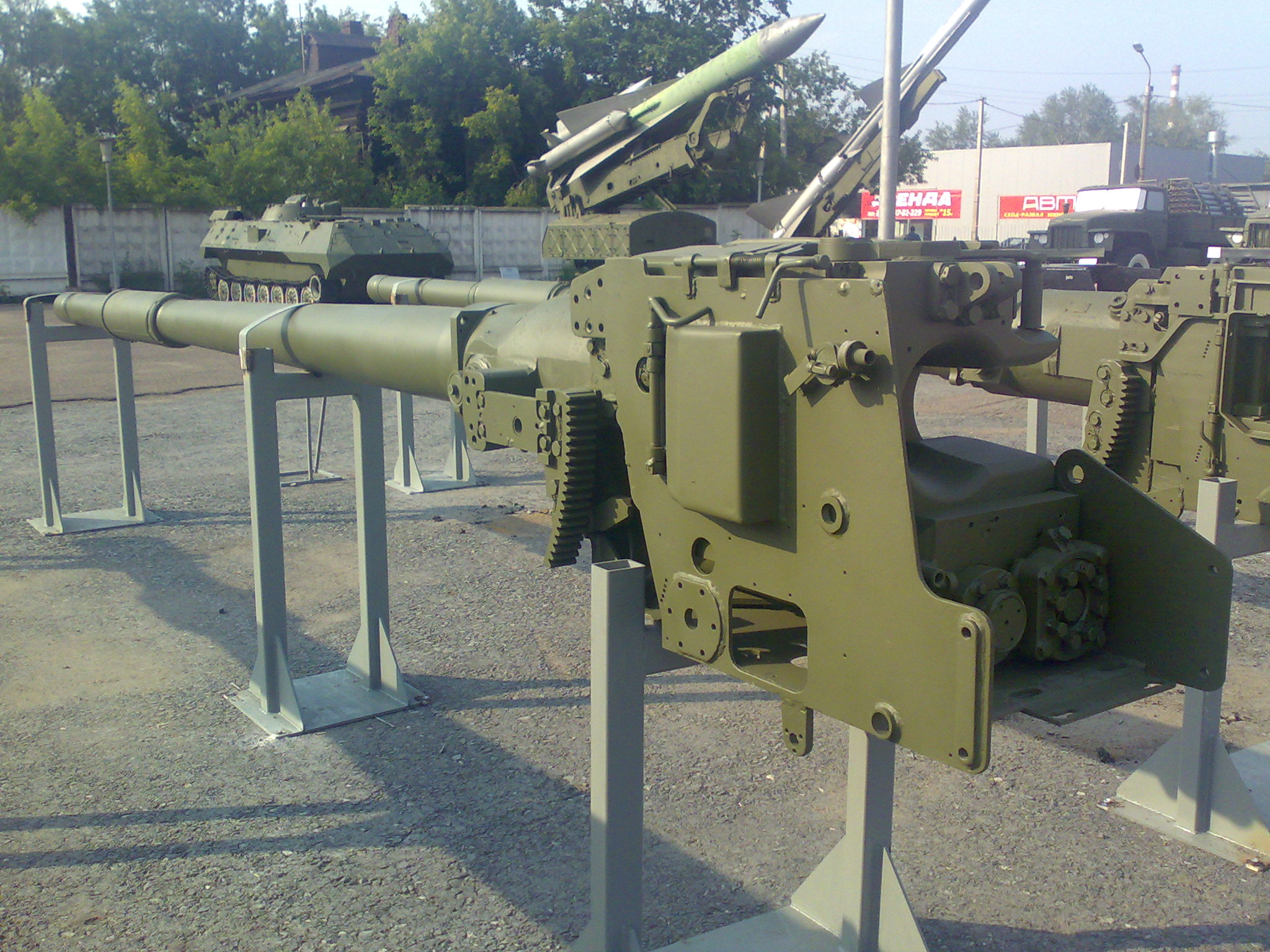
Pháo 2A20 trong bảo tàng

Pháo của T-62 có nòng dài hơn và lớn hơn nòng pháo 100mm của T-54/55. T-62 được trang bị pháo nòng trơn 115mm mẫu 2A20 Rapira (tên nội bộ là U-5TS "Molot"), có khả năng bắn tên lửa chống tăng ATGM. Nòng pháo dài 5,7 mét (tỷ lệ 49,5 caliber), và tổng chiều dài của pháo là 6050 mm. Áp suất buồng đốt tối đa là 366,8 MPa. Thiết bị bầu hút khói (bore evacuator, có chức năng ngăn hơi thuốc bay ngược lại khoang lái) nằm ở khoảng 2/3 thân súng tính từ tháp pháo. 2A20 có độ bền đạt khoảng 450 phát bắn với đạn nổ (HE-Frag và HEAT), hoặc khoảng 150 đến 200 phát đạn xuyên giáp động năng APFSDS. Pháo có thể đạt góc nâng lên cao 16,5° hoặc hạ xuống 6°.
Nếu bộ ổn định nòng pháo được sử dụng, chức năng hỗ trợ bộ nạp sẽ tự động nâng pháo lên góc 3,5° ngay sau khi bắn để cho phép nạp đạn nhanh hơn (tính năng này cũng có trên xe Leopard 1 của Đức nhưng không có trên xe tăng M60 của Mỹ).
Khẩu pháo 115mm nòng trơn là sự cải tiến có ý nghĩa nhất của T-62 so với tiền bối T-54/55. So với người tiền nhiệm là khẩu D-10T cỡ 100mm trên xe T-54/55, khẩu U-5TS mạnh mẽ hơn nhiều. U-5TS nặng 2350 kg (so với 1950 kg của D-10T), áp suất buồng đốt tối đa 366,8 MPa (so với chỉ 289 MPa cho khẩu D-10T). Pháo 115mm nòng trơn được đánh giá là mạnh hơn 30% so với pháo 100mm của T-54/55 và mạnh hơn 20% so với pháo 105mm trang bị trên xe tăng M60 Patton của Mỹ, đem lại cho T-62 sức mạnh hỏa lực trội hơn các đối thủ cùng thời.
2A20 Rapira là pháo nòng trơn đầu tiên trên thế giới được trang bị hàng loạt trên xe tăng, đây là khẩu pháo có tính cách mạng trong thiết kế xe tăng. Pháo nòng trơn cho phép bắn loại đạn kiểu mới - đạn động năng xuyên giáp cao tốc có cánh định hướng gắn cố định (APFSDS). Sơ tốc đầu nòng của loại đạn này rất cao, vào khoảng 1,6 km/s, đạn đạo cũng rất thẳng nên khả năng bắn trúng mục tiêu di chuyển là khá cao, tầm hiệu quả tối đa vào khoảng 1,6 km. Theo thực nghiệm của Mỹ, khi dùng đạn BM-5 APFSDS, một chiếc T-62 có 50% cơ hội bắn trúng một chiếc xe tăng M60A1 cố định trong lần thử đầu tiên ở cự ly 1500 m, hoặc đạt 80% ở cự ly 1.000 mét mà không cần sử dụng các thiết bị đo xa.

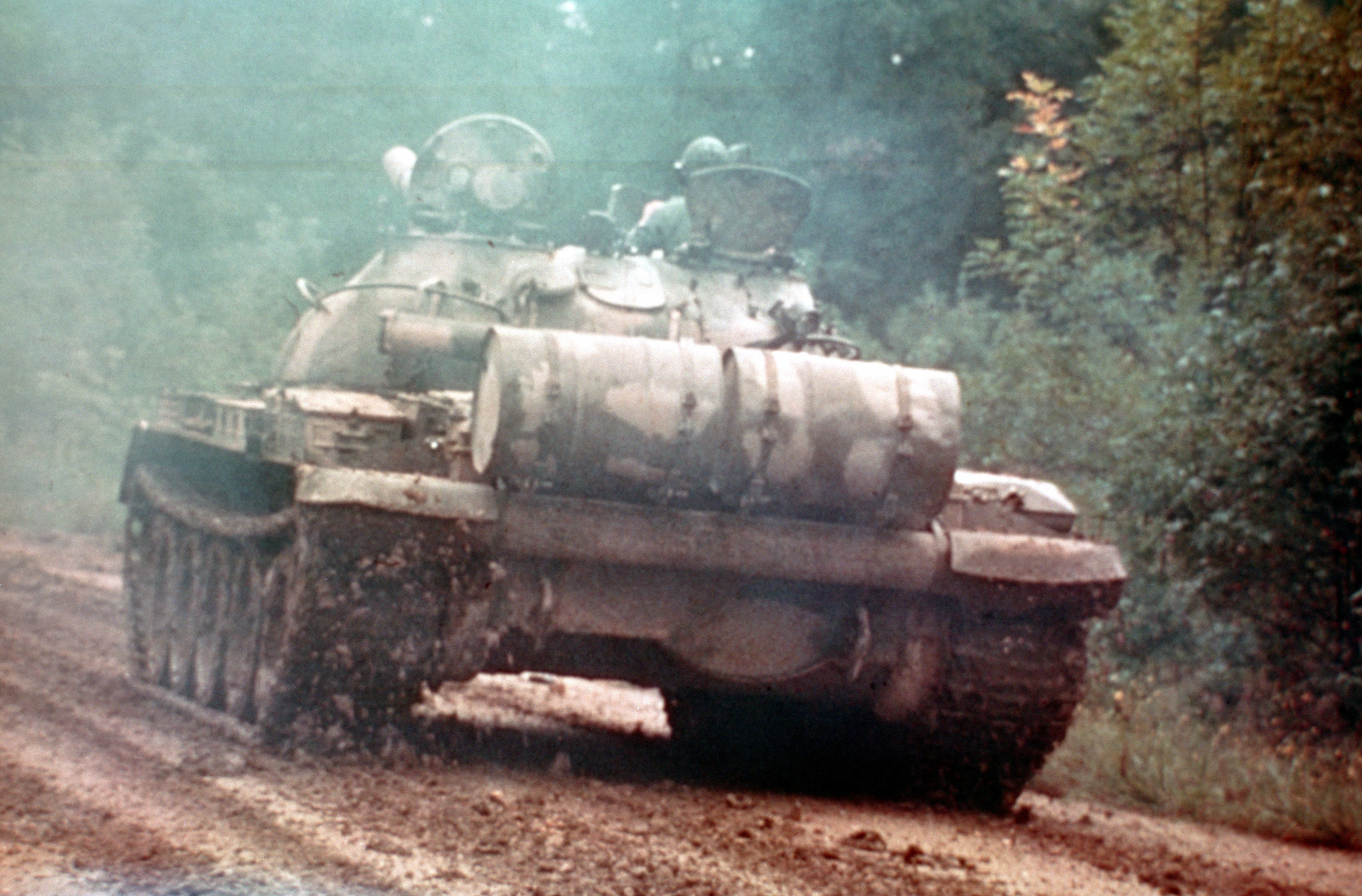
T-62 với thùng nhiên liệu 200 lít.

Cơ số đạn tiêu chuẩn của T-62 gồm 40 quả đạn, trong đó có 12 đạn HVAPFSDS xuyên giáp, 6 đạn nổ lõm HEAT và 22 đạn nổ HE. T-62 còn có bộ phận hất vỏ đạn ra theo 1 đường rãnh thoát nằm cuối tháp pháo. Tốc độ bắn về lý thuyết có thể đạt đến 8-10 viên/phút, nhưng trong thực tế có nhiều yếu tố khiến tốc độ này giảm xuống (xạ thủ phải tìm kiếm mục tiêu, xe chạy trên đường gồ ghề khiến người nạp đạn đứng không vững...). Do vậy, tốc độ bắn thực tế trung bình khoảng 4-5 phát/phút, tùy thuộc vào sức khỏe và kỹ năng của người nạp đạn. Tốc độ này cũng xấp xỉ tốc độ bắn của pháo 105mm trên xe tăng M60A1 (tốc độ bắn về lý thuyết của M60 đạt đến 8-9 viên/phút, nhưng trong thực tế M60A1 mất trung bình 12,7 giây giữa mỗi lần bắn, tức là đạt khoảng 4,8 phát/phút)
Bởi tháp pháo nhỏ và thấp nên góc hạ nòng của T-62 thường thấp hơn so với xe tăng phương Tây (ví dụ như xe tăng M60 có thể hạ nòng xuống 10°). Các nhà thiết kế phương Tây cho rằng đây là nhược điểm, bởi xe tăng sẽ không tận dụng được chiến thuật "Hull-Down" (nấp thân xe sau mô đất dốc, chỉ để hở một phần tháp pháo) khi phòng thủ. Tuy nhiên, các nhà thiết kế Liên Xô không xem đây là một nhược điểm, mà thực sự đó là đặc điểm đáng giá để giúp thu nhỏ tháp pháo. Bởi phương thức tác chiến chủ yếu của xe tăng không phải là phòng ngự mà là cơ động tấn công, tháp pháo nhỏ sẽ giúp giảm đáng kể xác suất trúng đạn khi tác chiến vận động, còn nhiệm vụ ẩn nấp phòng ngự là của lực lượng pháo tự hành chống tăng chứ không phải của xe tăng. Tuy nhiên, nếu bắt buộc phải bố trí phòng thủ (vốn ít khi diễn ra) thì T-62 vẫn hoàn toàn có thể dùng lưỡi ủi đất (gắn trước thân xe) để tự đào hố ẩn nấp kiểu "Hull-Down" chỉ trong mấy phút
Ngoài pháo chính, T-62 có một khẩu súng máy đồng trục 7,62mm, cùng 1 đại liên DShK 12,7mm kèm theo kính ngắm K-10T gắn trên nóc xe để phòng không, thuộc quyền sử dụng của pháo thủ.

### Đạn dược
Loại đạn APFSDS đầu tiên trang bị cho T-62 là đạn BM-3, có lõi xuyên làm bằng hỗn hợp thép cứng - tungsten (phần mũi làm bằng 300 gram tungsten), chế tạo năm 1961. Ở cự ly 1000 mét, nó có sức xuyên 300mm ở góc chạm 0° hoặc 130mm ở góc chạm 60°, con số tương ứng là 270mm và 115mm ở cự ly 2000 mét (sức xuyên tính theo tỷ lệ "80% số phát đạn xuyên qua" của Nga, nếu tính theo tỷ lệ 50% mà Mỹ áp dụng thì các con số này sẽ còn cao hơn 10-15%). BM-3 vượt trội so với đạn APDS cỡ 105mm như L28, L36A1 và M392 của Mỹ, sức xuyên mạnh hơn ít nhất 35% ở cùng khoảng cách. BM-3 cũng vượt trội hơn so với đạn APDS cỡ 105mm về khả năng xuyên giáp đối với tấm giáp đặt dốc, vì đạn APFSDS ít bị ảnh hưởng bởi hiệu ứng trượt do giáp nghiêng gây ra. Sức xuyên này có thể dễ dàng xuyên thủng giáp trước xe tăng M60A1 của Mỹ hoặc Chieftain Mk-5 của Anh ở cự ly 2.000 mét.
Năm 1972, Liên Xô thay thế đạn BM-3 bằng đạn BM-21 "Zastup". Ở cự ly 1000 mét, nó có sức xuyên 360mm ở góc chạm 0° hoặc 175mm ở góc chạm 60°, con số tương ứng là 330mm và 165mm ở cự ly 2000 mét. Đến cuối thập niên 1970, BM-21 lại được thay thế bằng đạn BM-28, đây là loại đạn APFSDS cuối cùng được Liên Xô phát triển cho T-62 trước khi nó được rút khỏi phục vụ. BM-28 có lõi xuyên bằng hợp kim uranium làm nghèo - kẽm - niken. Ở cự ly 2000 mét, nó có sức xuyên 380mm ở góc chạm 0° hoặc 190mm ở góc chạm 60°.
T-62 phiên bản xuất khẩu thì trang bị dòng đạn APFSDS rẻ tiền có lõi xuyên làm toàn bằng thép cứng (không có tungsten). Đầu tiên là đạn BM-4, ở cự ly 1.000 mét, nó có sức xuyên 228mm ở góc chạm 0° hoặc 110mm ở góc chạm 60°, con số tương ứng là 200mm và 95mm ở cự ly 2000 mét. Sức xuyên này đủ sức xuyên thủng giáp trước xe tăng M60A1 của Mỹ hoặc Chieftain của Anh ở cự ly 1.000 - 1.500 mét.
Năm 1970, Liên Xô giới thiệu loại đạn BM-6 để thay thế cho BM-4. Cũng giống BM-4, BM-6 là đạn giá rẻ chuyên dùng cho xuất khẩu, có lõi xuyên làm toàn bằng thép cứng. Dù không sử dụng tungsten, các cải tiến giúp cho BM-6 đạt sức xuyên 280mm ở góc chạm 0° hoặc 135mm ở góc chạm 60° ở cự ly 1.000 mét, con số tương ứng là 240mm và 110mm ở cự ly 2000 mét (để so sánh, ở khoảng cách 1 km, đạn APDS cỡ 105mm L28/M392 của Mỹ có thể xuyên qua 252mm ở góc chạm 0° hoặc 117mm ở góc chạm 60°). 3BM6 đủ sức đánh bại xe tăng Chieftain của Anh (loại xe tăng có giáp trước tốt nhất của NATO ở thời điểm 1970) ở khoảng cách chiến đấu thông thường. Theo một phân tích của Liên Xô trên một xe Chieftain của Iran bị bắt bởi quân đội Iraq vào năm 1983, giáp trước tháp pháo của Chieftain Mk-5 có thể bị BM-6 xuyên thủng tại khoảng cách 1.600 mét, mặt trước phía dưới tháp pháo có thể được xuyên thủng ở 2.300 mét, mặt trước phía trên thân xe bị xuyên thủng ở 1.600 mét, trong khi mặt trước phía dưới thân xe bị xuyên thủng ở 3.000 mét.
Do T-62 đã được Nga rút khỏi phục vụ vào cuối thập niên 1990 nên đạn pháo của nó đã lâu không có cải tiến. Theo thời gian, uy lực của pháo chính trên T-62 bị đánh giá không còn hiệu quả khi đối đầu những dòng xe tăng hiện đại, kém xa các loại pháo tiên tiến cỡ 125 mm trên T-72/80/90, hay pháo 120mm tiêu chuẩn NATO. Nhưng số lượng T-62 đang hoạt động trong quân đội các nước ở châu Á, châu Phi vẫn rất lớn, nên một số nước đã nghiên cứu loại đạn xuyên động năng thế hệ mới cỡ 115mm để xuất khẩu cho các nước vẫn đang duy trì hoạt động của T-62. Ví dụ như Tập đoàn Nexter của Pháp năm 2016 đã giới thiệu đạn xuyên động năng M1150 cỡ 115mm. Loại đạn này dài 1.110 mm, trọng lượng 25 kg, trong đó lõi xuyên bằng hợp kim Tungsten nặng 6,5 kg với phụ gia chống mài mòn Titanium Dioxide được đẩy đi bởi 8,5 kg thuốc súng, cho sơ tốc đầu nòng 1.635 m/s, xuyên thủng được 500 mm giáp đồng nhất (RHA) từ cự ly 2.000 mét ở góc chạm 0°.
Về đạn nổ lõm (HEAT), T-62 trang bị đạn BK-4 có sức xuyên 440mm thép (không phụ thuộc vào khoảng cách). Sức xuyên này đủ để xuyên thủng giáp trước của M60A1 của Mỹ với xác suất 75%. Tuy nhiên ở thập niên 1960, việc thiếu thiết bị đo khoảng cách khiến độ chính xác của đạn HEAT kém hơn nhiều so với đạn APFSDS (BK-4 chỉ đạt độ chính xác 48% ở cự ly 1000 mét hoặc 20% ở cự ly 1.500 mét), nên BK-4 thường chỉ dùng để tấn công mục tiêu đứng yên chứ ít khi dùng để hạ mục tiêu di động. Năm 1975, BK-4 được thay thế bằng đạn BK-15 "Zmeya", sức xuyên không thay đổi nhưng hình dạng đạn và thuốc phóng được cải tiến để tăng sơ tốc đạn và độ chính xác.
Trong phiên bản hiện đại hóa T-62M (năm 1983), pháo chính U-5TS có thể tích hợp phóng tên lửa chống tăng qua nòng loại Sheksna (NATO gọi là AT-12 Swinger). Có ít nhất ba loại tên lửa được thiết kế cho xe tăng T-62, gồm: 9M117 Bastion xuyên giáp đồng nhất dày 550mm sau gạch phản ứng nổ (ERA); 9M117M Kan xuyên giáp đồng nhất dày 600mm sau ERA và 9M1117M1 Arkan xuyên giáp dày 850mm sau ERA, tầm bắn 100-6.000 mét. Việc trang bị tên lửa chống tăng khiến T-62 đủ khả năng tiêu diệt mọi mục tiêu từ cự ly ngoài 4.000 mét (phạm vi hiệu quả của đạn pháo thông thường chỉ khoảng 2.500 mét).

### Tính cơ động
Giống như T-55, T-62 được trang bị động cơ diesel V-55V làm mát bằng nước có công suất 580 sức ngựa. Tốc độ đạt đến 40–50 km/h. Tầm hoạt động trên địa hình xấu là 320 km, trên đường bằng phẳng là 450 km với thùng nhiên liệu bên trong. Nếu được trang bị thêm 2 thùng nhiên liệu dung tích 200 lít thì tầm hoạt động sẽ đạt 450 km (đường xấu) và 650 km (đường bằng phẳng).
Phiên bản T-62M được trang bị động cơ diesel cải tiến V-55U, nhờ có hệ thống phun nhiên liệu trực tiếp được tối ưu hóa hơn, động cơ này đạt công suất 620 sức ngựa.

### Giáp trụ và hệ thống bảo vệ

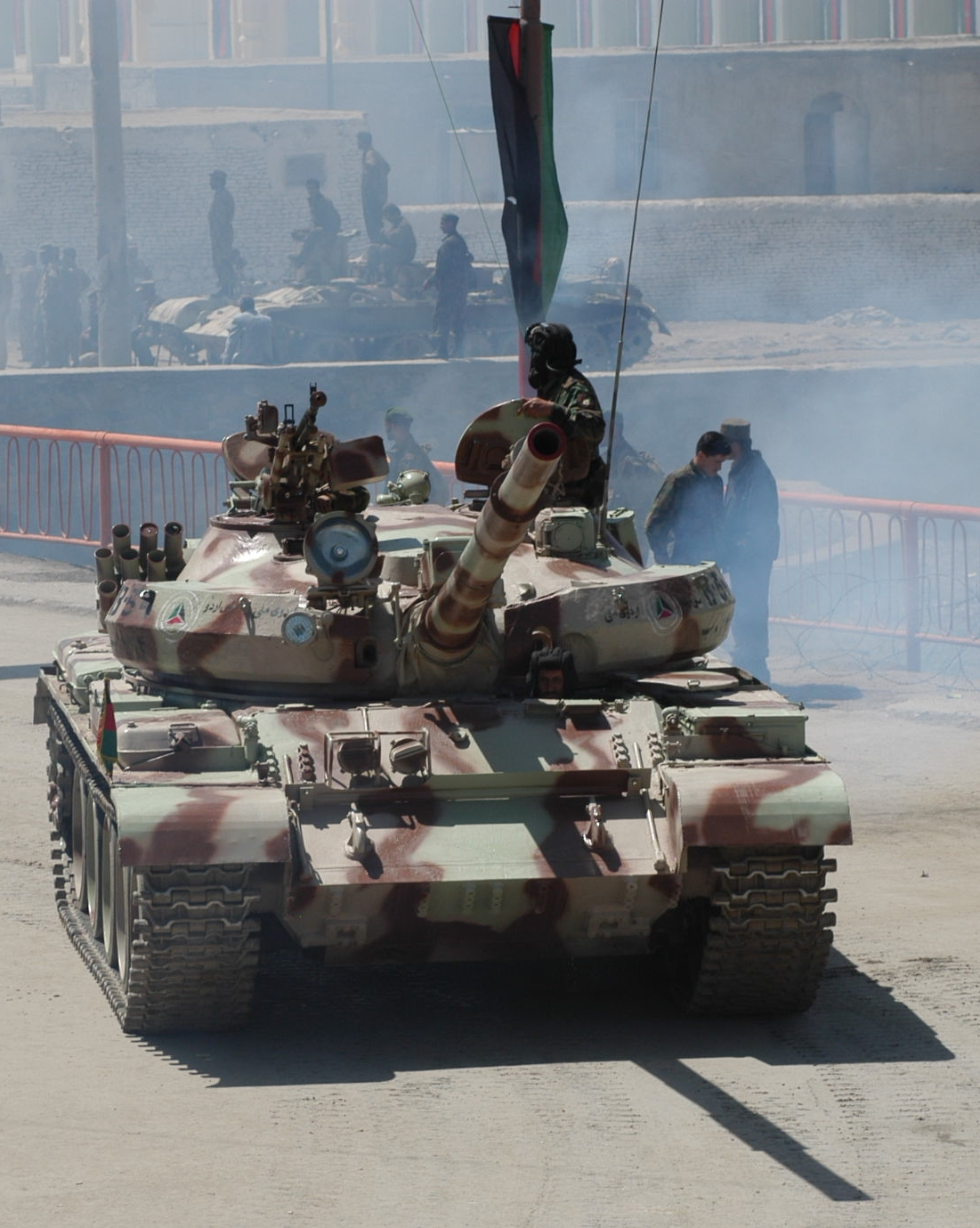
Mặt trước của T-62M của quân đội Afghanistan ở Kabul năm 2004.

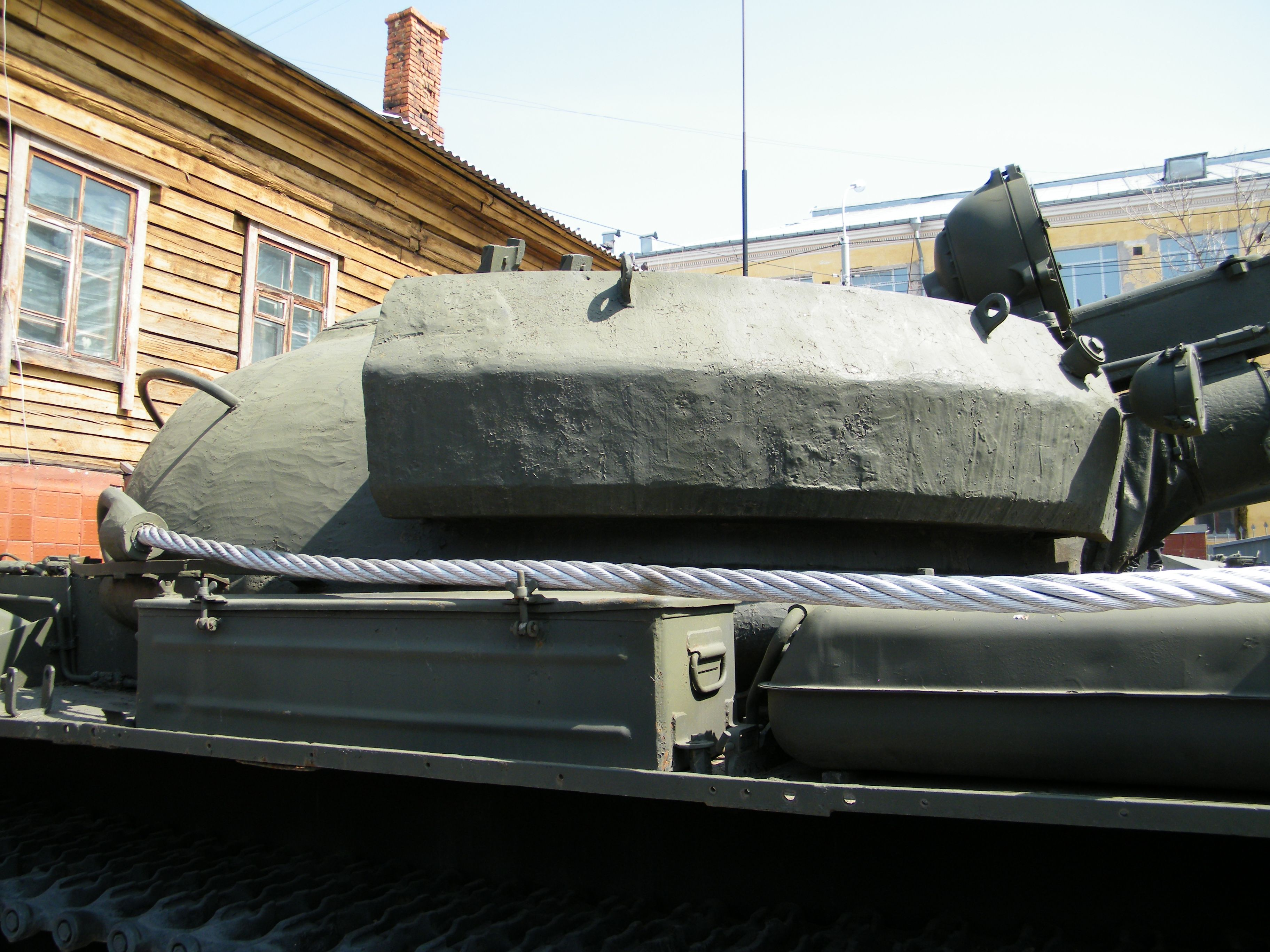
Giáp yếm của T-62M khi nhìn ngang

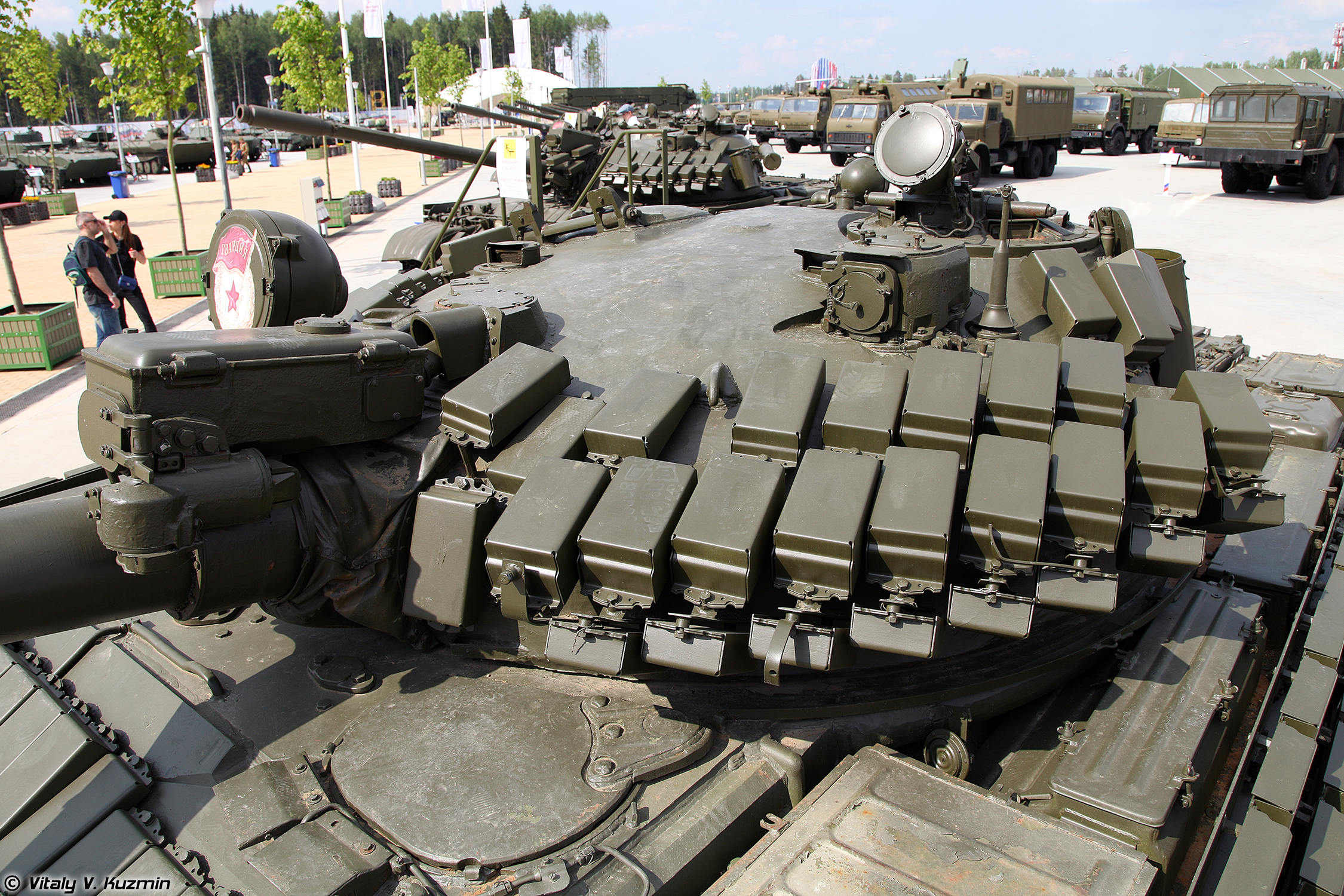
T-62M với giáp phản ứng nổ Kontakt-1 gắn quanh tháp pháo

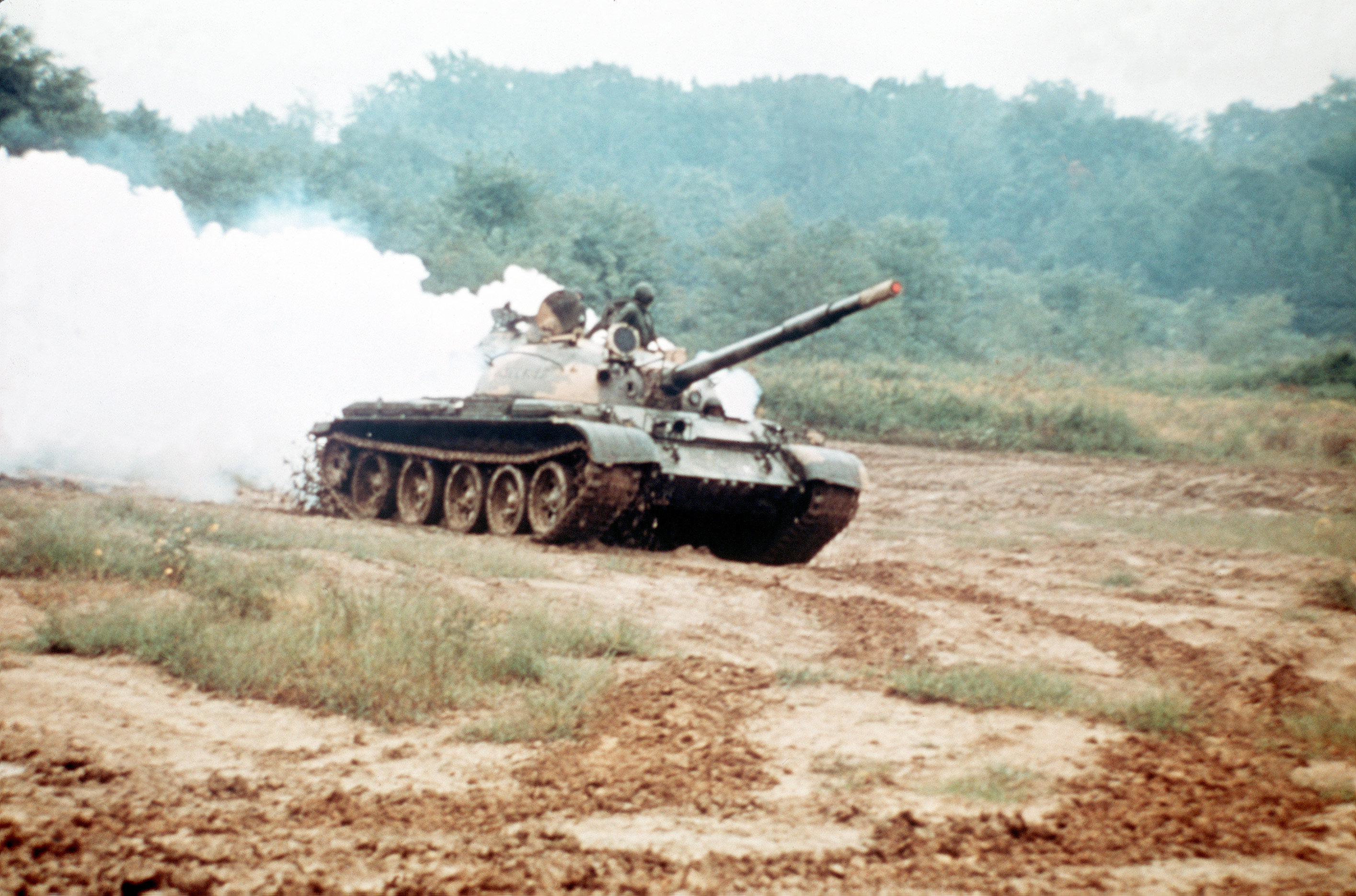
T-62 phun khói ngụy trang

Trang bị giáp của T-62 như sau: 214 mm phía trước tháp pháo (T-62 Model 1972 được tăng lên 242 mm), 153 mm sườn tháp pháo, 97 mm sau tháp pháo, 40 mm đỉnh tháp pháo, 102 mm nghiêng 60° trước thân xe (tương đương 204mm thép đặt thẳng đứng), 79 mm sườn xe, 46 mm đuôi xe, 20 mm gầm xe, 31 mm nóc xe. So với T-54/55, giáp trước thân xe dày hơn 5% và giáp trước tháp pháo dày hơn 20%, trong khi trọng lượng xe chỉ nặng hơn không đáng kể (37 tấn so với 36 tấn). Trong tổng trọng lượng 37 tấn, có 18,3 tấn là trọng lượng dành cho riêng vỏ giáp.
Xét về thông số danh nghĩa, giáp trước của T-62 trội hơn M60 Patton của Mỹ, nhưng hơi kém hơn so với M60A1 Patton (phiên bản mang tháp pháo mới của M60). Nhưng thân xe T-62 sử dụng thép RHA đạt độ cứng 280 - 340 BHN, tháp pháo thì sử dụng thép đúc MBL-1 có độ cứng 270 - 290 BHA, cao hơn đáng kể so với thép đúc trên xe tăng Mỹ vào thời điểm đó (chỉ đạt độ cứng 220 BHN). Do vậy, về danh nghĩa thì M60A1 có giáp dày hơn T-62, nhưng thực tế thì bộ giáp của 2 xe là tương đương nhau. Ngoài ra, cần lưu ý là T-62 nhẹ hơn M60A1 Patton rất nhiều (37 tấn so với 50 tấn).
Giống như T-55 trước đó, giáp trước thân xe T-62 về cơ bản không thể bị xuyên thủng bởi đạn pháo APDS cỡ 90mm trên xe M48 Patton của Mỹ và có khả năng chịu được pháo 20 pdr trên xe tăng Centurion của Anh, còn giáp trước tháp pháo chỉ bị xuyên thủng ở cự ly gần hơn 500 mét. Đối với đạn APDS cỡ 105mm M392 trên xe tăng M60 của Mỹ, giáp trước thân xe của T-62 có thể chịu được ở cự ly 1.500 mét, giáp trước tháp pháo có thể chịu được ở cự ly 2.000 mét.
Phiên bản cải tiến T-62M (ra đời năm 1983) có mặt trước thân xe và hông tháp pháo được bổ sung lớp giáp yếm BDD tăng cường, làm tăng khả năng kháng chịu đạn nổ lõm chống tăng. Đây là một hình thức của áo giáp hộp NERA, bao gồm các tấm thép xen kẽ với các lớp vật liệu tổng hợp. Bộ giáp yếm BDD tăng cường khả năng bảo vệ T-62 lên đến mức của T-64A hoặc T-72M1, đồng thời cũng khiến trọng lượng T-62M tăng lên 41,5 tấn, lớn hơn 4 tấn so với chiếc T-62 ban đầu, và nặng ngang bằng chiếc T-72 đời đầu. Sức kháng cự của giáp trước tháp pháo (gồm lớp giáp yếm tăng cường với giáp xe) tương đương 340-360mm thép khi chống đạn động năng hoặc 450-490mm thép khi chống đạn nổ lõm, đủ để chống lại các loại đạn APFSDS cỡ 105mm đầu thập niên 1980 cũng như tăng đáng kể khả năng sống sót trước súng chống tăng bộ binh như M72 LAW và RPG-7. Trong nội chiến Syria năm 2015, phần giáp BDD bao quanh tháp pháo của T-62M đã phát huy tác dụng rất tốt, nó đã nhiều lần bảo vệ an toàn cho xe trước súng chống tăng vác vai và tên lửa chống tăng của phiên quân nổi dậy.
Khi giáp phản ứng nổ Kontakt-1 ra đời vào đầu những năm 1980, một số chiếc T-62M được trang bị loại giáp này, gọi là T-62MV (Object 166MV), ra mắt năm 1988. Kontakt-1 là thế hệ ERA đầu tiên, được thiết kế để vô hiệu hóa đầu đạn nổ lõm (HEAT). Viên gạch ERA Kontakt-1 là gồm một hộp kim loại đặt tại những góc mà xe hay trúng đạn nhất, bên trong bao gồm thuốc nổ dẻo loại 4S20 và các miếng thép. Khi đầu đạn HEAT chạm vào ERA, thuốc nổ dẻo bên trong phát nổ, đẩy các miếng thép ra trước luồng xuyên của đầu đạn lõm, làm giảm ảnh hưởng của đầu đạn. Viện nghiên cứu NII Stali đã phát triển loại giáp này từ thập niên 1960 nhưng nó không được sử dụng. Sự xuất hiện của loại ERA có tên Blazer của Israel năm 1982 đã làm quân đội Xô Viết chú ý và quyết định trang bị nó cho xe tăng chủ lực Xô Viết. Kontakt-1 nhẹ hơn Blazer của Israel và NII Stali đã nâng hiệu quả của nó cao hơn 15%. Mỗi khối Kontakt-1 có thể làm giảm sức xuyên của đạn nổ lõm lên đến 55% ở góc chạm 0 độ, và lên đến 80% khi góc chạm ở 60 độ.
Việc bổ sung Kontakt-1 sẽ làm cho T-62 chống lại được tất cả các loại súng và tên lửa chống tăng không có đầu đạn nối tiếp. Tuy nhiên, thay vì Kontakt-1, T-62M nâng cấp vẫn chỉ được trang bị chủ yếu là giáp yếm BDD, bởi giáp yếm rẻ hơn và dễ lắp đặt hơn, và bởi T-62 đã trở nên lỗi thời vào thời kỳ đó (giáp phản ứng nổ được ưu tiên cho các loại xe mới hơn là T-72 và T-80).
Đến đầu thế kỷ 21, một số nước đã giới thiệu những gói nâng cấp T-62 với những công nghệ mới. Ví dụ như T-62AGM là gói nâng cấp do Cục thiết kế Kharkiv Morozov (Ukraine) thực hiện, được trang bị giáp phản ứng nổ (ERA) thế hệ 3 có tên là NOZH, có khả năng vô hiệu hóa đầu đạn nổ lõm (HEAT) và cả đạn xuyên giáp động năng APFSDS. Ngoài ra, có thể lắp đặt hệ thống phòng vệ chủ động Varta đối phó với tên lửa chống tăng dẫn đường qua dây hoặc dẫn đường vô tuyến.
T-62 có hệ thống xả khí, phát khói ngụy trang và máy quét phóng xạ loại PAZ dùng cùng loại với T-54/55. Nhiên liệu diesel được bơm vào các ống xả, làm bay hơi nó với nhiệt cao tạo ra những chùm khói trắng đục, giúp che khuất tầm nhìn của các thiết bị ngắm bắn quang học và ảnh nhiệt trên xe tăng địch. Phiên bản T-62M được trang bị hệ thống phóng lựu đạn khói Tucha với lựu đạn khói mờ 3D17 tiên tiến hơn. Đạn khói 3D17 nổ trong khoảng 1 giây sau khi bắn, trong 3 giây tiếp theo sẽ tạo màn khói có chiều rộng khoảng 20m và chiều cao 10m. Màn khói sẽ che mờ xe tăng, đồng thời làm yếu đi và tán xạ các tia hồng ngoại và tia laser, từ đó làm rối loạn khả năng điều khiển của tên lửa chống tăng, làm nó bay chệch mục tiêu. Đồng thời, với phạm vi bao phủ rộng, màn khói còn che toàn bộ xe khỏi hệ thống ngắm bắn của xe tăng đối phương có sử dụng bộ đo xa laser, qua đó làm mất khả năng khai hỏa chính xác của xe tăng đối phương.
Các thành phần gia cố khác bao gồm giáp đáy xe chống mìn, bánh xích bọc cao su và mũi giảm chấn đầu nòng. Một số T-62 còn có khả năng trang bị thêm hệ thống chống chiến tranh hạt nhân - sinh học - hóa học (NBC).

### Điểm yếu
T-62 mắc phải điểm yếu chung của dòng họ T, đó là khoang điều khiển chật hẹp. Hệ thống tự động hất vỏ đạn cũng gây nên sự rò rỉ ngược khí carbonic và gây thương tổn vật lý khi vỏ đạn văng ra khỏi nòng cho thành viên tổ lái, thêm vào đó, lỗ hất vỏ đạn là một khe hở trong trường hợp xe bị tấn công bởi khí độc. Mỗi khi bắn, khẩu pháo phải nằm đúng vị trí khe hất vỏ đạn, đồng thời tháp pháo cũng không thể quay khi đang thao tác nạp đạn. Mặc dù xa trưởng có khả năng chiếm quyền của pháo thủ và quay tháp pháo nhưng anh ta không thể bắn từ vị trí chỉ huy vì không có tầm quan sát. Việc quay tháp pháo có tốc độc khá chậm (cần 20 giây để tháp pháo quay được 1 vòng, chậm hơn 5 giây so với xe tăng M60 của Mỹ). Việc nạp đạn bằng tay khiến tốc độ bắn của T-62 phụ thuộc lớn vào sức khỏe và kỹ năng của người nạp đạn, nhìn chung tốc độ bắn thực tế chỉ khoảng 4-5 phát/phút, hơi chậm hơn so với T-54/55 và xe tăng M60.
Để khắc phục những hạn chế của T-62, Liên Xô đã tiếp tục nghiên cứu để cho ra đời loại xe mạnh hơn là T-72, trang bị giáp tốt hơn, pháo mạnh hơn và có hệ thống nạp đạn tự động.

## Các phiên bản
- T-62 (Ob'yekt 165): Phiên bản T-62 lần đầu xuất hiện vào năm 1961. Bên cạnh khẩu đồng trục 7,62mm PKT có tầm bắn khoảng 100m, mẫu này có thêm một khẩu 12,7mm DShK với tầm bắn khoảng 1500m. Mẫu này cũng có hệ thống tự ổn định nòng súng giúp tăng độ chính xác khi tác xạ trong hành tiến.
- T-62K (Ob'yekt 166K): xe chỉ huy với hệ thống định vị và quan sát cao cấp, được trang bị năm 1964. Trên xe lắp bổ sung tổ hợp dẫn đường TNA-2, đài vô tuyến bước sóng ngắn R-112 và máy nạp điện AB-1 để cung cấp năng lượng (điện) cho các thiết bị tiêu thụ khi hoạt động lâu dài tại chỗ. Khi đó, cơ số đạn giảm xuống còn 36 phát bắn và 1.750 đạn súng máy, thay đổi sự bố trí phụ tùng.
- T-62 (Obr.1960): phiên bản đầu tiên được trang bị pháo nòng trơn 115mm U-5S. Ở biến thể này T-62 được trang bị động cơ diesel V-55 công suất 581hp cho phép đạt tốc độ tối đa trên đường bằng 50km/h, off-road 40km/h, dự trữ hành trình 400-600km tùy địa hình. Xe cũng có thể lội nước sâu 5m sau 30 phút chuẩn bị.
- T-62 (Obr.1972): Phiên bản ra đời năm 1972, có giáp trước tháp pháo dày hơn và một số cải tiến về hệ thống điều khiển hỏa lực.
- T-62M: Phiên bản hiện đại hóa năm 1983, có thêm giáp yếm, hệ thống điều khiển hỏa lực Volna và khả năng băn tên lửa chống tăng. Các hạng mục nâng cấp xe tăng T-62M so với các thế hệ trước bao gồm việc tích hợp tổ hợp tên lửa chống tăng dẫn đường laser Sheksna (NATO gọi là AT-12 Swinger), giáp yếm BDD quanh tháp pháo, động cơ V-55U 620 mã lực và hệ thống liên lạc R-173. Pháo chính được bọc vỏ bảo vệ cách nhiệt, nâng cấp hệ thống ngắm bắn với hệ thống điều khiển hỏa lực Volna gồm thiết bị đo xa laser KTD-2 lắp trên thân pháo chính; bổ sung máy tính đường đạn BV-62; hệ thống ổn định hai trục Meteor-M1, kính ngắm cho pháo thủ TShSM-41U
  - T-62M1: có hệ thống điều khiển bắn FCS nhưng không có khả năng bắn tên lửa chống tăng ATGM.
  - T-62M-1: Phiên bản T-62M với động cơ V-46-5M của T-72.
  - T-62MK: xe chỉ huy của T-62M. Trên xe tăng lắp khí tài dẫn đường TNA-2, đài vô tuyến bước sóng ngắn và thiết bị nạp điện AB-1 để cung cấp điện cho các thiết bị tiêu thụ khi hoạt động lâu dài tại chỗ. Khi đó, cơ số đạn pháo và súng máy bị giảm.
  - T-62MV: trang bị gạch ERA Kontakt-1 thế hệ 1 ở giáp trước, vỏ bảo vệ cách nhiệt cho pháo, bổ sung giáp đáy và lắp các diềm chắn hai bên thành xe dày 10mm.
- T-62D: được tiếp nhận vào biên chế năm 1983. Bổ sung giáp bọc thép cho thân, tháp pháo, đáy và lắp diềm chắn cao su, đồng thời lắp tổ hợp phòng thủ chủ động “Drozd”.
- T-62D-1: loại T-62D được trang bị động cơ V-46-5M của T-72.
- T-62 loại được trang bị súng phun lửa ở tháp pháo.
- T-62 Ch’onma-Ho: mẫu cải tiến T-62 được sản xuất tại CHDCND Triều Tiên, xuất hiện lần đầu năm 1970.
- Tiran: dòng xe tăng của Israel, chế tạo và cải biên dựa theo mẫu các xe tăng T-62 bắt được của Ai Cập và Syria. Israel đã thay thế rất nhiều phụ tùng của Liên Xô bằng các linh kiện của phương Tây, như thiết bị đo xa laser và nhìn đêm hồng ngoại, giáp phản ứng nổ Blazer, hệ thống nhiên liệu và động cơ của hãng General Motors.
- T-62 của Mĩ: được mua dùng để huấn luyện. Có thay thế nhiều phụ tùng của Liên Xô bằng các loại của Mỹ, thí dụ động cơ.

## Lịch sử chiến đấu

### Chiến tranh Ả Rập-Israel
T-62 được bán ra ngoài Liên Xô đầu những năm 1970, chủ yếu là các nước Trung Đông. Năm 1971-1972, theo thông tin phương Tây, Ai Cập đã nhận được khoảng 200 T-62. Tuy nhiên, chiến thuật kém của quân Ai Cập khiến T-62 bị tổn thất nặng trong chiến tranh năm 1973. Trong cuộc tấn công của lữ đoàn tăng 25 quân Ai Cập (96 xe tăng T-62) nhằm phá hủy căn cứ quân sự bị quân đội Israel chiếm ngày 16 tháng 10 năm 1973 ở bờ tây hồ Gorki Lớn, các xe tăng T-62 của Ai Cập đã bị M-48 Patton và tên lửa chống tăng điều khiển tự hành (trên xe thiết giáp và xe Jeep) của Israel phục kích. Bị tấn công bất ngờ, lính tăng Ai Cập chỉ bắn hú họa. Tổng cộng 86 T-62 bị bắn hỏng, còn Israel chỉ mất tổng cộng 4 xe chiến đấu. Đáng chú ý rằng sau khi đình chiến, số lượng đáng kể các xe tăng T-62 trên mặt trận Ai Cập cũng như Siry đã được Isarel cứu kéo thành công, sửa chữa và đưa vào biên chế các đơn vị xe tăng Quân đội Israel.
Nhìn chung, mặc dù các đơn vị thiết giáp Ả Rập đã chịu tổn thất nặng nề trước Israel, nhưng hiệu suất của T-62 được đánh giá là vượt trội so với M60 Patton, khiến Israel bắt đầu phát triển xe tăng chiến đấu bản địa để tránh phụ thuộc nhiều vào thiết giáp của Mỹ. Trong khi M60 là loại xe tăng hiện đại nhất của Mỹ vào thời điểm đó, thì T-62 chỉ được coi là loại xe tăng hạng ba của Liên Xô (kém hơn T-64 và T-72), đồng nghĩa với việc Israel cần phải tự phát triển các loại giáp tốt hơn.
Đầu cuộc chiến ở Liban (tháng 6 năm 1982), trong biên chế quân đội Siry có khoảng 1.100 chiếc T-62, khoảng 200 chiếc được huy động cho cuộc chiến để chống lại những chiếc Centurion, M48 Patton, Magach và cả Merkava 1 của Israel. Những cuộc đụng độ đầu tiên giữa Israel và Siry diễn ra mùng 8 tháng 6 trong trận chiến giành giật Jezzine. Ở vùng ven thành phố, các xe tăng Centurion của Isreal bị phục kích bởi T-62 và tên lửa chống tăng điều khiển. Trận đánh ác liệt kéo dài tới ban đêm. Israel đã đẩy lùi quân Syria khỏi thành phố với tổn thất là 10 xe tăng Centurion, trong khi Syri mất tổng cộng 3 chiếc T-62 và một vài chiếc T-55. Sau đó, các xe tăng T-62 của Siry với mức độ thành công khác nhau, đã tham chiến với các xe tăng Israel ở thung lũng Bekaa cũng như trên tuyến đường nhựa Beirut – Damacus. Trong trận Sultan Yacoub, một đội hình hỗn hợp T-55 và T-62 đã phục kích ngăn chặn đà tiến của đơn vị lớn xe tăng Israel. 10 chiếc xe tăng, 3 xe thiết giáp của Israel bị phá hủy, phía Syria chỉ bị thiệt hại nhẹ. Quân đội Syria đã thể hiện kỹ năng chiến thuật tốt hơn nhiều so với cuộc chiến năm 1973, và cuối cùng đã ngăn chặn được đà tiến của 5 sư đoàn Israel. Quân Israel thất bại trong việc chiếm thung lũng Beka'a, Syria vẫn giữ được đường cao tốc Beirut-Damascus sau khi chiến đấu với một đối thủ vượt trội cả về số lượng và chất lượng.

### Chiến tranh Iran-Iraq
Quân đội Iraq sử dụng T-62 tương đối thành công trong chiến tranh Iran-Iraq giai đoạn 1980-1988. Vào ngày 15 tháng 10 năm 1980, một tiểu đoàn thiết giáp của Iraq gồm các tăng T-55 và T-62 đã phục kích một đoàn xe lớn của Iran, được hộ tống bởi một tiểu đoàn xe tăng Chieftain, đến từ thành phố Ahwaz của Iran. Sau trận chiến ngắn ngủi nhưng mãnh liệt, quân Iraq phá huỷ 20 xe tăng Chieftain và toàn bộ đoàn xe của Iran
Chiến tranh Iran-Iraq chứng kiến cả hai bên triển khai những loại xe tăng xuất khẩu tốt nhất vào thời điểm đó: Quân đội Iran triển khai 460 xe tăng M60 Patton mua từ Mỹ cùng với 870 xe tăng Chieftain mua từ Anh (cả 2 đều là loại xe tăng tốt nhất của mỗi nước). Iraq khi bắt đầu chiến tranh đã trang bị khoảng 1.000 xe tăng T-62 cùng với khoảng 50 chiếc T-72, số T-72 này được dành riêng cho các đơn vị tinh nhuệ.
Trận chiến nổi tiếng nhất của T-62 đã diễn ra trong chiến dịch Nasr ở thung lũng Harhi, gần thành phố Susengred. Tháng 1 năm 1981, sư đoàn xe tăng Iran số 16 (khoảng 300 xe tăng Chieftain và M60 Patton), yểm trợ lữ đoàn dù số 55 có nhiệm vụ giải tỏa con đường tới Ahbaz và giải vây thành phố Abadan đang bị Iraq phong tỏa. Iraq đã tập trung sư đoàn xe tăng, gồm 300 xe T-55 và T-62, các loại xe tăng chiến đấu chủ yếu trong quân đội Iraq khi đó. Lữ đoàn xe tăng tiên phong của Iran đã lọt vào trận địa phục kích mà Iraq chuẩn bị sẵn, bị tấn công từ hai bên sườn và bị tiêu diệt hoàn toàn. Hai lữ đoàn khác, hoạt động đơn lẻ, bị mất liên lạc và không được bộ binh yểm trợ, sau đó cũng lọt vào bẫy trong mùng 7 và 8 tháng 1. Cả hai lữ đoàn của Iran đều bị tiêu diệt. Iran tổn thất khoảng 214 xe tăng Chieftain và xe tăng M60A1, cùng khoảng 100 xe thiết giáp bị phá hủy hoặc bị thu giữ. Iraq chỉ bị tổn thất 45 xe tăng T-55, T-62 và khoảng 50 xe thiết giáp.
Trong quá trình chiến đấu, quân Iran nhận thấy rằng đạn xuyên giáp dưới cỡ (APFSDS) 115mm của T-62 có thể dễ dàng xuyên thủng giáp trước xe tăng Chieftain nên cố gắng né tránh các trận chiến trực diện với T-62. T-72 và T-62 khi đó chỉ là các thiết kế xe tăng hạng 3 và hạng 4 của Liên Xô (chúng kém hơn T-64 và T-80), vậy mà vẫn giành ưu thế trước các loại thiết giáp có tính năng tốt nhất của phương Tây vào thời điểm đó, điều này cho thấy Liên Xô đã đạt được lợi thế lớn trong công nghệ xe tăng trước phương Tây. Nếu xảy ra một cuộc chiến lớn trên bộ giữa Liên Xô và phương Tây, các đơn vị thiết giáp của Liên Xô sẽ có lợi thế đáng kể khi triển khai T-72 cùng với T-64 và T-80, vì ngay cả T-62 cũng đã đủ sức giao chiến với Chieftain và M60 Patton.
Sự thể hiện kém của xe tăng phương Tây đã khiến Iran chuyển sang mua xe tăng Type-59 và Type-69 từ Trung Quốc và các xe tăng T-55 cũ của Liên Xô, chúng có sức mạnh kém hơn T-62 nhưng ít nhất là dễ bảo trì và đáng tin cậy hơn so với xe tăng Chieftain của Anh. Xe tăng có khả năng nhất mà Iran mua được là Chonma-ho, một phiên bản của T-62 được sản xuất tại Triều Tiên.

### Các cuộc chiến khác
T-62 đã tham gia trong các đơn vị Iraq tấn công Kuwait tháng 8 năm 1990 và trong các trận chiến với các lực lượng liên quân chống Iraq tháng 2 năm 1991. Ngoài ra, trong thời gian chiến dịch “Bão táp sa mạc”, các xe tăng T-62 cũng có mặt trong biên chế lực lượng liên quân như sư đoàn xe tăng số 9, quân đội Syri.
Các sự kiện T-62 tham chiến sau đó ở Trung Đông là trong cuộc xâm lược của Mỹ và đồng minh vào Iraq mùa xuân năm 2003, nội chiến Syria 2011.

## Số lượng đang hoạt động
- Afghanistan: 170 ,toàn bộ đã bị Taliban phá hủy hoặc thu giữ
- Albania: 110
- Algérie: 330
- Angola:150
- Cuba: 400
- Ai Cập: 500
- Ethiopia: 100
- Đức: 101
- Iran: 75
- Israel: 120, đã loại khỏi biên chế
- Kazakhstan: 75
- Liban: 350
- Monaco: 250
- CHDCND Triều Tiên: 800
- Nga: Hàng ngàn chiếc được bảo quản trong kho
- Syria: Vài trăm
- Uzbekistan: 170
- Yemen: 250
- Libya: chuyển giao 20 chiếc cho quân nổi dậy Syria
- Việt Nam: Được cho là có khoảng 30 chiếc phiên bản T-62(Obr.1960). Bắt đầu sử dụng trong thập niên từ năm 1984-1985